# سدادة عنق الرحم المخاطية

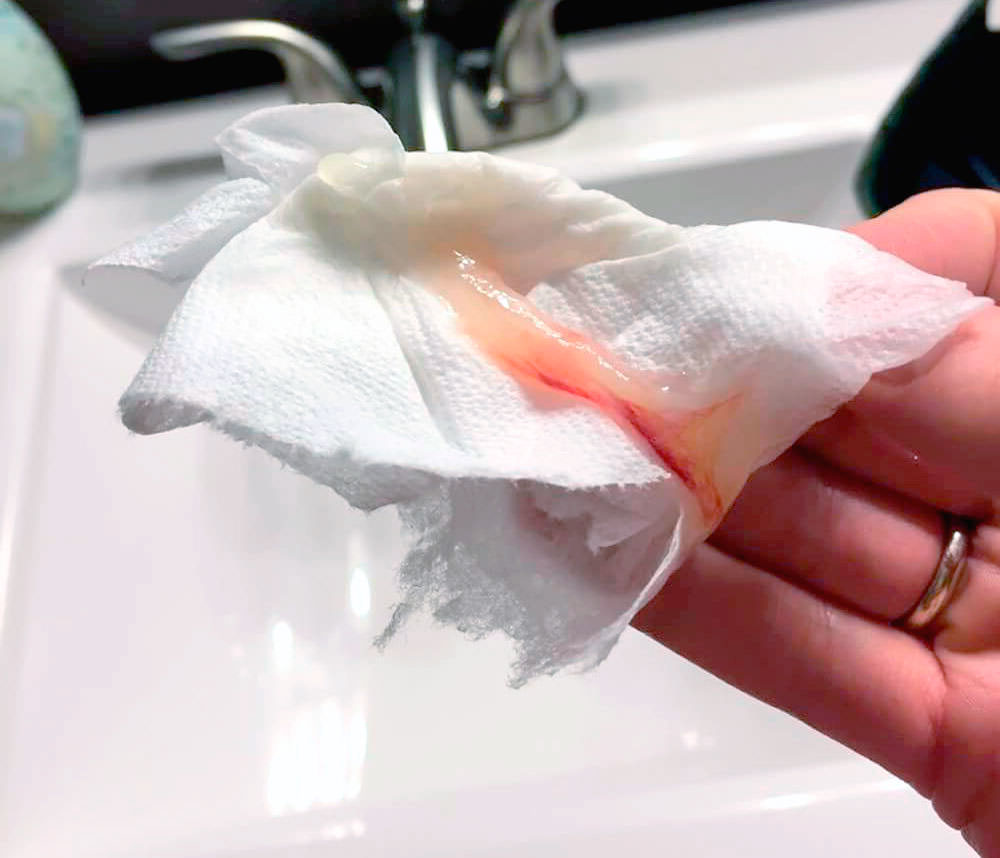

سدادة عنق الرحم المخاطية (بالإنجليزية: Cervical mucus plug)‏ هي سدادة تملأ وتغلق بإحكام قناة عنق الرحم خلال فترة الحمل. وتتكون من كمية صغيرة من مخاط عنق الرحم.
تعمل سدادة المخاط كحاجز وقائي عن طريق ردع مرور البكتيريا من المهبل إلى الرحم، وتحتوي على مجموعة متنوعة من العوامل المضادة للميكروبات، بما في ذلك الأجسام المضادة، والببتيدات المضادة للميكروبات مماثلة لتلك الموجودة في مخاط الأنف.